# Elisabeth Niejahr

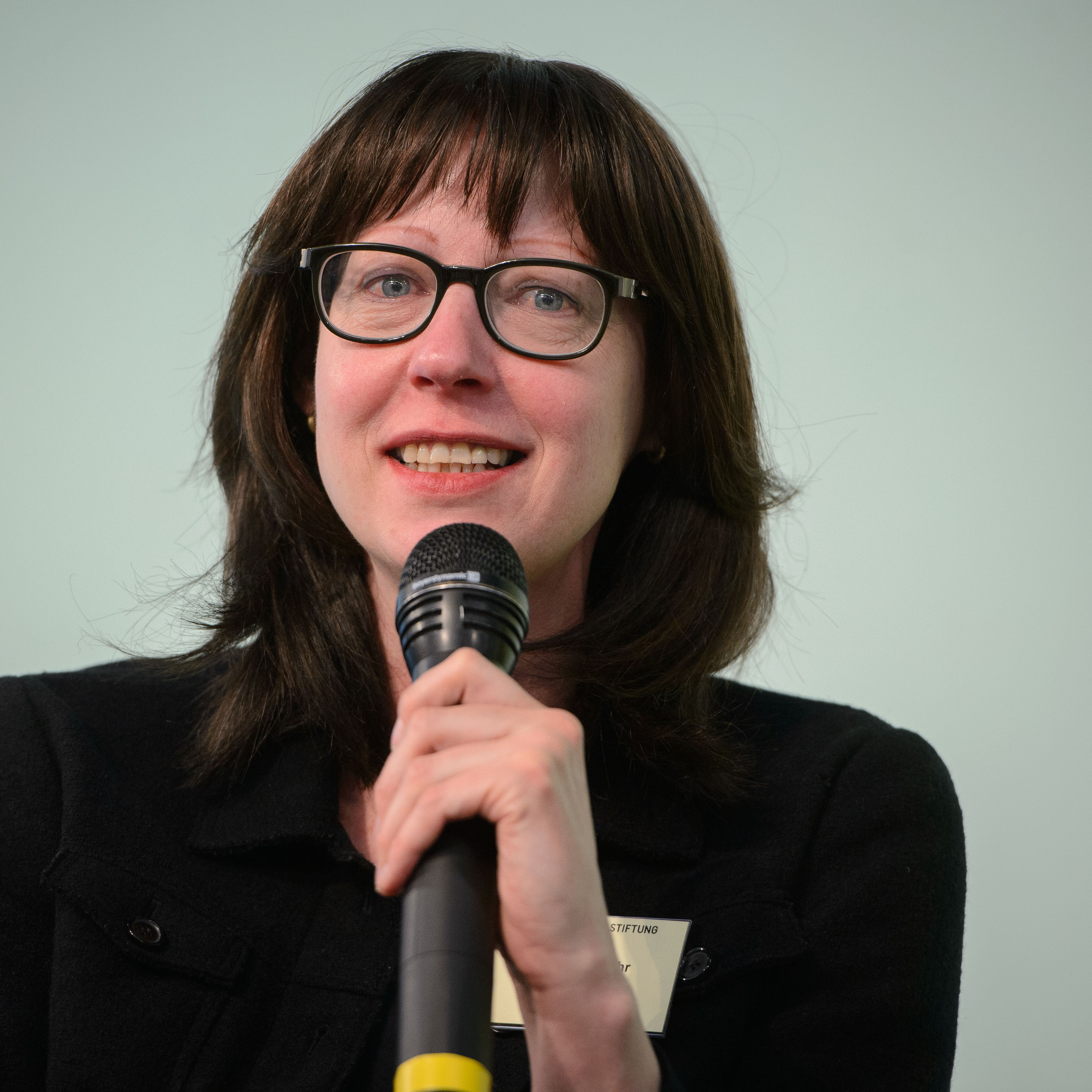
Elisabeth Niejahr (2014)

Elisabeth Niejahr (* 6. April 1965 in Eutin) ist eine deutsche Journalistin und Buchautorin.

## Leben
Niejahr wuchs als Kind einer Pfarrersfamilie auf. Sie studierte Volkswirtschaftslehre in Köln, London und Washington und besuchte parallel die Kölner Journalistenschule.
Ab 1993 arbeitete sie sechs Jahre als Korrespondentin im Bonner Parlamentsbüro des Spiegel. Ende 1999 wechselte sie zur Zeit nach Berlin, wo sie unter anderem stellvertretende Leiterin des Hauptstadtbüros war. Dort schrieb sie über ökonomische und politische Themen. Im Herbst 2011 verbrachte sie vier Monate als Bucerius Fellow an der Harvard University. Niejahr ist Autorin mehrerer Bücher und häufig in politischen Talkshows zu Gast. Sie war von 2013 bis Ende 2019 ständige Teilnehmerin der politischen Gesprächssendung Thadeusz und die Beobachter im rbb Fernsehen. Von September 2017 bis Dezember 2019 war sie Chefreporterin im Berliner Büro der Wirtschaftswoche. Seit 2020 ist sie in der Geschäftsführung der Hertie-Stiftung tätig.
Elisabeth Niejahr ist Mutter einer Tochter. Sie ist mit Karl Lauterbach liiert.

## Schriften
- Joschka Fischers Pollenflug und andere Spiele der Macht. Wie Politik wirklich funktioniert. Eichborn, Frankfurt am Main 2002, ISBN 3-8218-3934-1 (mit Rainer Pörtner).
- Alt sind nur die anderen. So werden wir leben, lieben und arbeiten. S. Fischer, Frankfurt am Main 2004, ISBN 3-596-15941-5.
- Mit Rocco Thiede: Alles auf Anfang. Die Wahrheit über Patchwork. Aufbau, Berlin 2012, ISBN 978-3-351-02748-3.